# Poa superata
Poa superata là một loài cỏ trong họ hòa thảo, thuộc chi poa.